# Qvarqvaré VI Jakéli
Qvarqvaré ou Kvarkvaré VI Jakéli (mort le 26 novembre 1581) est prince ou atabeg  du Samtskhe de 1573 à 1581.

## Biographie
Qvarqvaré VI Jakéli est le fils aîné de Kai-Khosrov II Jakéli et de Dédis Imédi. Il succède à son père comme atabeg en 1573 mais, du fait de son inexpérience, le gouvernement est assumé par sa mère, Dédis Imédi, et un ministre, le noble Waraz, fils d'Ottar Chalikachvili.
Dédis Imédi croit habile de faire mettre à mort son conseiller, qui est le frère d’une des épouses du Chah Tahmasp Ier de Perse. Ce dernier qui se trouve à Gandja où il met sur pied une expédition contre la Kakhétie, saisit l’occasion pour envahir le Samtskhe. Dédis Imédi et ses enfants se réfugient alors dans l’Adchara pendant que Tahmasp Ier s’entend avec les Ottomans, auxquels il abandonne le Samtskhe, l’Iméréthie et Kars, avant de retourner en Iran.
Les Jakéli se rétablissent dans leur pays mais le fils de Waraz et quelques nobles se mettent alors en contact avec les Ottomans. Dédis Imédi et ses enfants entrent alors en conflit avec ces féodaux en s’appuyant sur leurs parents de Karthli, ce qui entraîne l'intervention de l'Iran.
La Sublime Porte met à profit l’anarchie dans laquelle sombre le Samtskhe et l’empoissonnement du successeur  de Tahmasp Ier,  son fils Chah Ismaïl II, pour envahir le Santskhe (7 août 1578). Qvarqvaré VI et son  frère cadet, le futur Manoutchar II Jakéli, sont capturés par le général Moustapha Lala Pacha, puis envoyés à Erzurum et ensuite à Istanbul (20 avril 1579).
Qvarquavré  VI est confirmé par les Ottomans comme prince vassal du Samtskhe mais il meurt peu après. Sa succession est assurée par son frère Manoutchar II Jakéli.

## Postérité
Selon la Chronique géorgienne, Qarvaqaré VI Jakéli a épousé en 1564 Marekh, fille du Dadian Levan Ier Dadiani. Il a eu un Khosita et Kai-Khosrov, mort après 1587, qui est écarté du trône par son oncle, vraisemblablement à cause de son jeune âge.
Toumanoff ajoute de manière hypothétique un troisième fils, Tinatin.